# Крижана діва
«Крижана Діва» (дан. Iisjomfruen, або Isjomfruen сучасною данською мовою) — казка данського письменника Ганса Крістіана Андерсена (1861). Перший англійський переклад був опублікований у 1863 році. Сюжет, дія якого відбувається у Швейцарії, був натхненний місцевою легендою про Пейльц, невеликий острів на Женевському озері, який також є місцем розв'язки.

## Сюжет
У «Крижаній діві», написаній наприкінці своєї кар'єри, Ганс Крістіан Андерсен розповідає історію Руді, хлопчика, який втратив обох батьків і живе з дядьком. Читач спочатку знайомиться з Руді, коли той продає іграшкові будиночки, зроблені його дідусем. Хлопець виростає і стає альпіністом і мисливцем.
Руді закохується в доньку заможного мельника, Бабетту; однак мельник не схвалює цей союз і дає Руді нездійсненне завдання піднятися на вершину небезпечної гори та повернути живе орленя. Коли Бабетта була в гостях у своєї хрещеної матері, вона привернула увагу свого двоюрідного брата і фліртувала з ним. Руді приревнував дівчину і вони посварилися.
По дорозі додому Руді зустрічає прекрасну дівчину, яка раніше вже з'являлася у його житті. Це Крижана Діва, яка вбила його матір і всі ці роки намагалася повернути Руді до своїх льодяних володінь. Він цілує Крижану Діву, після чого відчуває провину. Руді повертається до Бабетти і просить у неї пробачення. День їхнього весілля наближається, і вони їдуть до будинку хрещеної матері, щоб вінчатися в церкві неподалік.
У ніч після їх прибуття Бабетта бачить жахливий сон про те, що вона зраджує Руді зі своїм двоюрідним братом. Одного разу ввечері перед весіллям Бабетта вирішує, що хоче поїхати на маленький острів для усамітнення. Коли вони сидять і розмовляють, Бабетта помічає, що човен відносить від берега. Руді пірнає у воду, де його цілує Крижана Діва і він тоне. Бабетта залишається одна на острові, плаче через смерть свого коханого, але ніхто не чує її через шторм.

## Адаптації
38-ий, 39-ий і 40-ий епізоди аніме-телесеріалу Andersen Monogatari (1971) є адаптацією казки.